# 엘라스모테리움
엘라스모테리움(Elasmotherium)은 동유럽, 중앙아시아, 동아시아에 살았던 대형 코뿔소의 멸종된 속으로, 마이오세 말기부터 플라이스토세 후기까지 존재했다. 가장 어린 신뢰할 수 있는 연대는 약 39,000년 전이다. 엘라스모테리움은 살아있는 코뿔소를 포함하는 그룹과는 별개로 엘라스모테리움과의 마지막 생존 코뿔소 집단으로, 엘라스모테리움 사이에 분화되어 있다.

## 묘사
엘라스모테리움은 일반적으로 매머드나 털코뿔소와 같은 현대의 거대동물에서 볼 수 있는 털이 많은 동물로 재구성된다. 그러나 때때로 현대 코뿔소처럼 맨살로 묘사되기도 한다. 1948년 러시아의 고생물학자 발렌틴 테랴예프는 돔 모양의 뿔을 가진 반수생 동물로, 다른 코뿔소의 세 발가락이 아닌 습지 맥처럼 네 발가락을 가지고 있어 하마와 닮았다고 제안했지만, 엘라스모테리움은 그 이후로 기능성 발가락이 세 개뿐이었던 것으로 밝혀져, 과학적으로 큰 주목을 받지 못했다.

### 치아
다른 코뿔소와 마찬가지로 엘라스모테리움도 어금니 두 개와 어금니 세 개를 씹을 수 있었고 앞니와 송곳니가 없었고, 대신 음식을 벗기기 위해 접이식 입술에 의존했다. 엘라스모테리움은 잇몸 라인 아래로 큰 치관과 에나멜이 뻗어 있고 치아가 계속 자랐다.
엘라스모테리움 화석은 치아 뿌리의 증거를 거의 보여주지 않다.

### 뿔
엘라스모테리움은 전통적으로 이마에 둥근 돔으로 표시된 케라틴성 뿔을 가지고 있었다고 여겨지며, 깊이는 13cm이고 주름진 표면과 둘레는 90cm이다. 이 주름은 뿔을 생성하는 조직을 위한 혈관의 자리로 해석된다.
코뿔소에서 뿔은 뼈에 붙어 있지 않고 밀도가 높은 피부 조직의 표면에서 자라 뼈 불규칙성과 융기를 만들어 스스로 고정된다. 가장 바깥쪽 층은 모서리를 형성한다. 층이 노화됨에 따라 자외선으로 인한 각질의 분해, 건조, 지속적인 마모로 인해 뿔의 직경이 감소한다. 그러나 중앙의 멜라닌과 칼슘 침전물은 각질을 단단하게 만들어 뿔의 독특한 모양을 만든다.
등에는 일반적으로 무거운 뿔을 지탱하는 것으로 여겨지는 큰 근육 혹이 있었을 가능성이 높다.

## 고생물학

### 먹이

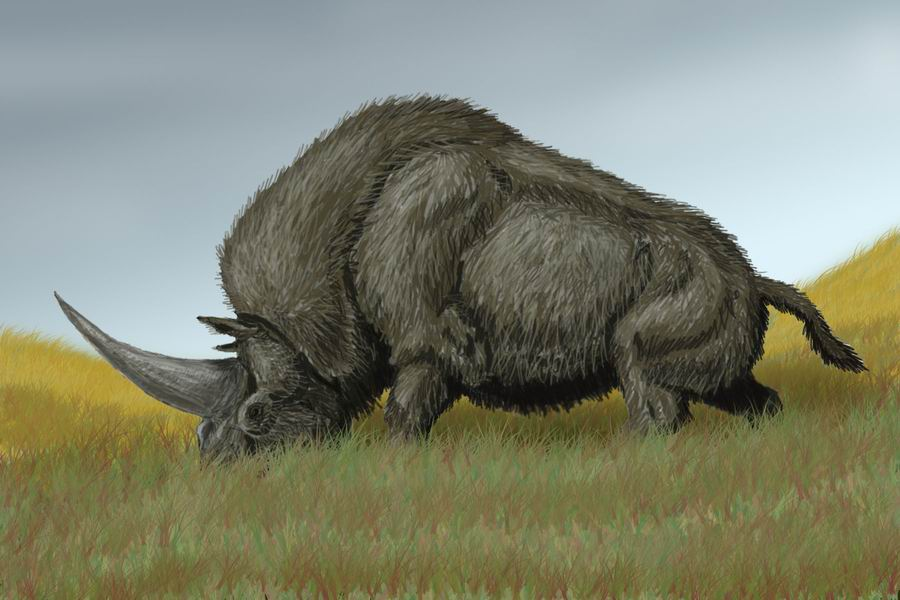
스텝 환경에서 엘라스모테리움의 복원

현대의 긴치아 발굽 포유류는 일반적으로 개방된 환경에서 방목하는 동물로, 긴치아는 질기고 섬유질인 풀을 씹는 데 적응한 것일 수 있다. 엘라스모테리움 치과 착용은 방목하는 흰코뿔소와 비슷하며, 두 마리의 머리 모두 아래쪽 방향을 가지고 있어 생활 방식이 비슷하고 저지대 식물에만 도달할 수 있는 능력을 가지고 있다. 실제로 엘라스모테리움의 머리는 모든 코뿔소 중 가장 둔각을 가지고 있었으며, 가장 낮은 수준에 도달할 수 있었기 때문에 습관적으로 방목했을 것이다. 엘라스모테리움은 또한 설치류에서 흔히 볼 수 있는 자라는 이빨을 나타내며, 치아 생리학은 습하고 입자가 많은 토양에서 먹이를 끌어올리는 데 영향을 받았을 수 있다. 따라서 이들은 현대의 매머드와 유사하게 매머드 스텝과 강가에 서식했을 수 있다.

### 움직임
엘라스모테리움은 최고 속도가 40~45km/h인 30km/h로 달리는 흰코뿔소와 비슷한 달리기 사지를 가지고 있었다. 그러나 엘라스모테리움은 두 배인 약 5t의 무게를 가지고 있어 보행과 이동이 더 제한되어 훨씬 느린 속도를 달성했을 가능성이 높다. 코끼리의 몸무게는 2.5~11t로, 걷는 속도는 20km/h를 초과할 수 없다.